# Strada statale 131 dir/centr Nuorese
La strada statale 131 dir/centr Nuorese (SS 131 DCN) è una strada statale italiana sita in Sardegna.
Scorre da ovest a nord-est per una lunghezza di 144,000 km; parte nel territorio comunale di Abbasanta e termina nella città di Olbia, passando per Nuoro. Attraversa le province di Oristano, Nuoro e della Gallura Nord-Est Sardegna. Tocca le subregioni del Marghine, della Barbagia di Nuoro e delle Baronie. Importante direttrice del traffico isolano interseca, ai suoi capisaldi, la strada statale 131 Carlo Felice per quello iniziale e la strada statale 729 Sassari-Olbia per quello finale.
La strada è sotto la gestione dell'Anas.

## Caratteristiche
L'arteria presenta caratteristiche di superstrada, in quanto dispone di due carreggiate da due corsie di marcia. La classificazione tecnica è di strada extraurbana secondaria, con limiti di velocità pari a 90 km/h nel percorso da Nuoro a Olbia che si riducono a 80 km/h tra Abbasanta e Nuoro.
Nel 2012 l'ente gestore ha dato parere positivo alla classificazione della 131 DCN come strada extraurbana principale nell'itinerario Siniscola-Olbia, tuttavia al 2023 non risulta ancora deliberata.

## Storia
Il primo progetto di collegare la città di Nuoro al capoluogo sardo con una strada a 4 corsie risale al piano della Cassa del Mezzogiorno degli anni 1950/1962. La Cassa aveva già approvato il progetto di massima della Cagliari-Oniferi-Nuoro, accingendosi a fare altrettanto per la Nuoro-Siniscola e per il collegamento con la strada statale 125 Orientale Sarda per Olbia. Venne inaugurata negli anni settanta.
Il primo tratto costruito (inizialmente a due sole corsie, una per senso di marcia), inaugurato nel 1968, collega la SS 131 all'altezza di Abbasanta con Ottana ed il suo nuovo polo chimico industriale (Anic-Montefibre) per poi proseguire da qui per Nuoro, al cui ingresso si congiunge con la strada statale 389 di Buddusò e del Correboi proveniente da Bitti. Il vecchio tracciato a 2 corsie si snoda all'altezza del paese di Sedilo, costeggiando il lago Omodeo e il rinomato santuario di San Costantino, ove tutti gli anni si corre la famosissima "Ardia" a cavallo. Ciò, prima della sua variazione e dell'ampliamento con la trasformazione dell'arteria che, dal 1978 diviene a 4 corsie, scostandosi in diversi punti dal vecchio tracciato e proprio all'altezza di Sedilo, con la realizzazione della Galleria "Santu Antine". Il tracciato originario è una strada caratterizzata da scarsa segnaletica e dotata solo recentemente, a metà degli anni 2000 dello spartitraffico centrale.
Nel 1984 fu aperto il tratto di circa 11 km, che mancava a congiungere i due tronconi a 4 corsie (Abbasanta-Nuoro sud e Nuoro Nord-Siniscola/Posada), e che ora consente di arrivare fino a Posada evitando di attraversare la città di Nuoro e dover percorrere diversi kilometri di curve della strada provinciale 24 (vecchia Nuoro-Siniscola). È un tratto di strada molto panoramico , formato da diversi alti viadotti ed inizia con la galleria di Pratosardo, e arriva fino al bivio di Nuoro-Orune in località Marreri.
Nel corso della fine degli anni 1980 e dei primi anni 1990, furono progettati e realizzati parte degli ultimi 40 km, che avrebbero collegato Siniscola ad Olbia. Intanto, verso l'anno 2000, sono partiti i lavori per rendere sicuro il tratto Nuoro-Siniscola, con la messa in posa dello spartitraffico (ma non delle recinzioni laterali, la strada è infatti spesso soggetta all'attraversamento di animali vaganti) e l'allargamento delle corsie. Nella primavera del 2005, fu finalmente completato l'ultimo tratto mancante, i 9 km che separavano San Teodoro dalla piccola frazione di Ovilò: si tratta di un tracciato con ampie gallerie e lunghi viadotti e a basso impatto ambientale e visivo.
Nel corso della fine del 2006 fu realizzato lo spartitraffico centrale anche nel tracciato Abbasanta-Nuoro. I lavori sono caratterizzati da lunghe pause e dalla realizzazione di tratti non collegati tra loro, cosicché la strada per Olbia attraverso un continuo alternarsi di "strada vecchia" e "strada nuova", vede finalmente il suo definitivo completamento alla fine del primo decennio degli anni 2000.
La SS 131 Diramazione Centrale Nuorese oggi appare come una moderna strada nel tratto Olbia-Posada; nonostante l'allargamento delle corsie, nel tratto Posada-Abbasanta molti sono ancora i punti in cui le carreggiate sono effettivamente strette e la guida può risultare pericolosa. Sono del tutto assenti gli incroci a raso, anche se lo svincolo di Ottana è sprovvisto di corsie di accelerazione e decelerazione.

## Percorso
Provincia di Oristano
La strada ha origine nel comune di Abbasanta, dalla strada statale 131 Carlo Felice, e in quanto superstrada non attraversa nessun centro abitato ma ha numerose uscite per poter arrivare nei comuni e nelle strade limitrofe al suo tracciato: Ghilarza, Soddì e Sedilo.
Provincia di Nuoro
Passando per Ottana, Oniferi e Nuoro la strada prosegue verso nord-est e si trovano le uscite per Orune, Lula-Dorgali, Siniscola (sud e nord), Posada-Torpè e Posada nord.
Provincia della Gallura Nord-Est Sardegna
Passando per Budoni la prima uscita è quella di Limpiddu, quindi Budoni (parallela alla strada statale 125 Orientale Sarda), Agrustos e San Teodoro. Termina infine poco a sud di Olbia, dopo le uscite di Ovilò, Santa Giusta, Loiri-Porto San Paolo e Trudda, immettendosi sulla circonvallazione di Olbia in corrispondenza dello svincolo sulla SS 729 Sassari-Olbia.

## Tracciato
|      |                                                                       |       |           |
| Tipo | Indicazione                                                           | km    | Provincia |
|      | Carlo Felice Cagliari - Sassari                                       | 0,0   | OR        |
|      | Sassari                                                               | 0,1   | OR        |
|      | Abbasanta - Ghilarza - Fordongianus - Sassari - Nuraghe Losa          | 1,7   | OR        |
|      | Ghilarza - Sorradile - Nughedu Santa Vittoria - Ardauli - Lago Omodeo | 4,8   | OR        |
|      | Aidomaggiore                                                          | 8,9   | OR        |
|      | Lago Omodeo                                                           | 10,7  | OR        |
|      | Sedilo Sud                                                            | 13,3  | OR        |
|      | Sedilo Nord                                                           | 15,2  | OR        |
|      | Olzai - Teti - Nughedu Santa Vittoria                                 | 19,8  | OR        |
|      | Ottana - Bolotana - Sarule - Gavoi                                    | 26,1  | NU        |
|      | di Ghilarza Orotelli - Orani                                          | 31,7  | NU        |
|      | Orotelli                                                              | 38,0  | NU        |
|      | Centrale Sarda Oniferi - Orani - Macomer                              | 40,1  | NU        |
|      | Trasversale Sarda Macomer - Sassari                                   | 42,1  | NU        |
|      | di Buddusò e del Correboi Nuoro - Tortolì                             | 50,1  | NU        |
|      | Nuoro La Solitudine - Lollove - Orune                                 | 60,8  | NU        |
|      | Lula - Bitti - Galtellì - Dorgali - Orosei                            | 70,3  | NU        |
|      | Siniscola - Lodè                                                      | 93,5  | NU        |
|      | Orientale Sarda Siniscola - Orosei                                    | 98,1  | NU        |
|      | Posada - Torpè - Lodè                                                 | 103,4 | NU        |
|      | Orientale Sarda Posada - Budoni                                       | 104,5 | NU        |
|      | Orientale Sarda Budoni                                                | 111,3 | OT        |
|      | Orientale Sarda Budoni - Agrustos                                     | 115,5 | OT        |
|      | San Teodoro                                                           | 122,3 | OT        |
|      | Padru - Ovilò                                                         | 129,7 | OT        |
|      | Vaccileddi - Santa Giusta - Porto San Paolo - La Castagna             | 131,4 | OT        |
|      | Porto San Paolo - Trudda - Loiri - La Castagna                        | 136,1 | OT        |
|      | Olbia Aeroporto di Olbia-Costa Smeralda - Porto di Olbia              | 143,5 | OT        |
|      | Sassari-Olbia Sassari                                                 | 144,0 | OT        |

## Infrastrutture

### Gallerie

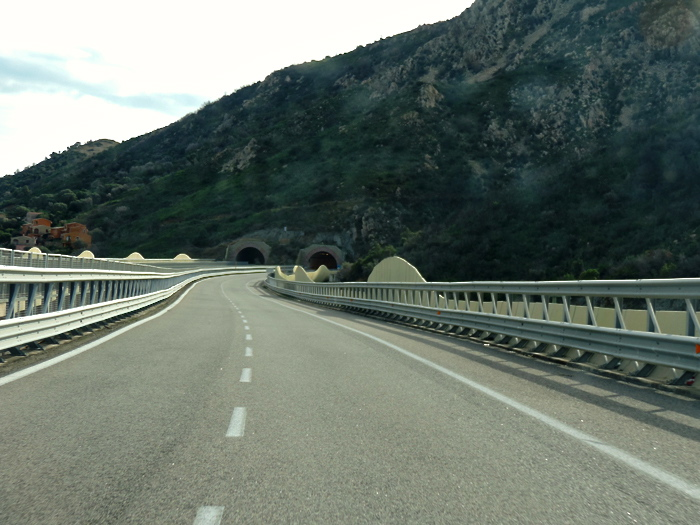
La galleria Cuponeddi vista in direzione Abbasanta

|              |             |           |       |       |             |           |
| Nome         | Tipo        | Lunghezza | km    | km    | Comune      | Provincia |
| Santu Antinu | naturale    | 960 m     | 13,7  | 14,7  | Sedilo      | OR        |
| Su Berrinau  | naturale    | 177 m     | 47,5  | 47,7  | Nuoro       | NU        |
| Pratosardo   | naturale    | 480 m     | 51,1  | 51,6  | Nuoro       | NU        |
|              | artificiale | 280 m     | 55,7  | 55,9  | Siniscola   | NU        |
|              | naturale    | 860 m     | 96,7  | 97,6  | Siniscola   | NU        |
| S'Iscala     | naturale    | 1 492 m   | 108,7 | 110,2 | Posada      | NU        |
| Beruilles    | naturale    | 582 m     | 117,6 | 118,3 | Budoni      | OT        |
| Castedduccia | naturale    | 300 m     | 120,0 | 120,3 | Budoni      | OT        |
| Terrapadedda | naturale    | 129 m     | 122,7 | 122,8 | Budoni      | OT        |
| Cuponeddi    | naturale    | 1197 m    | 125,5 | 126,6 | San Teodoro | OT        |

## Galleria d'immagini

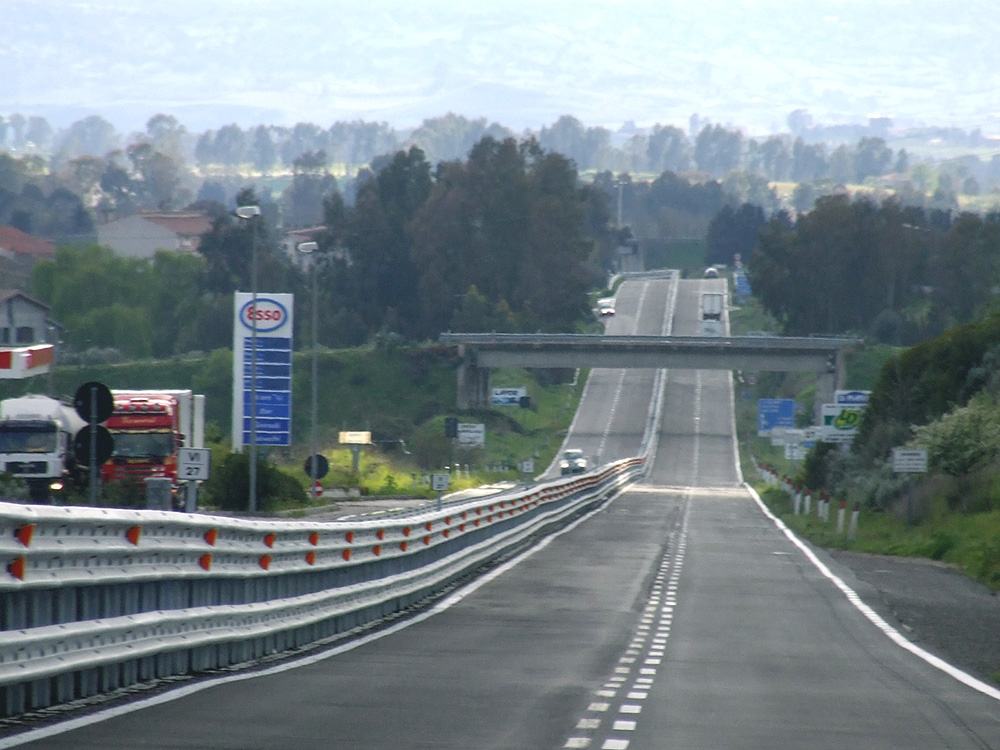
Il lungo rettifilo di Ottana, direzione ovest
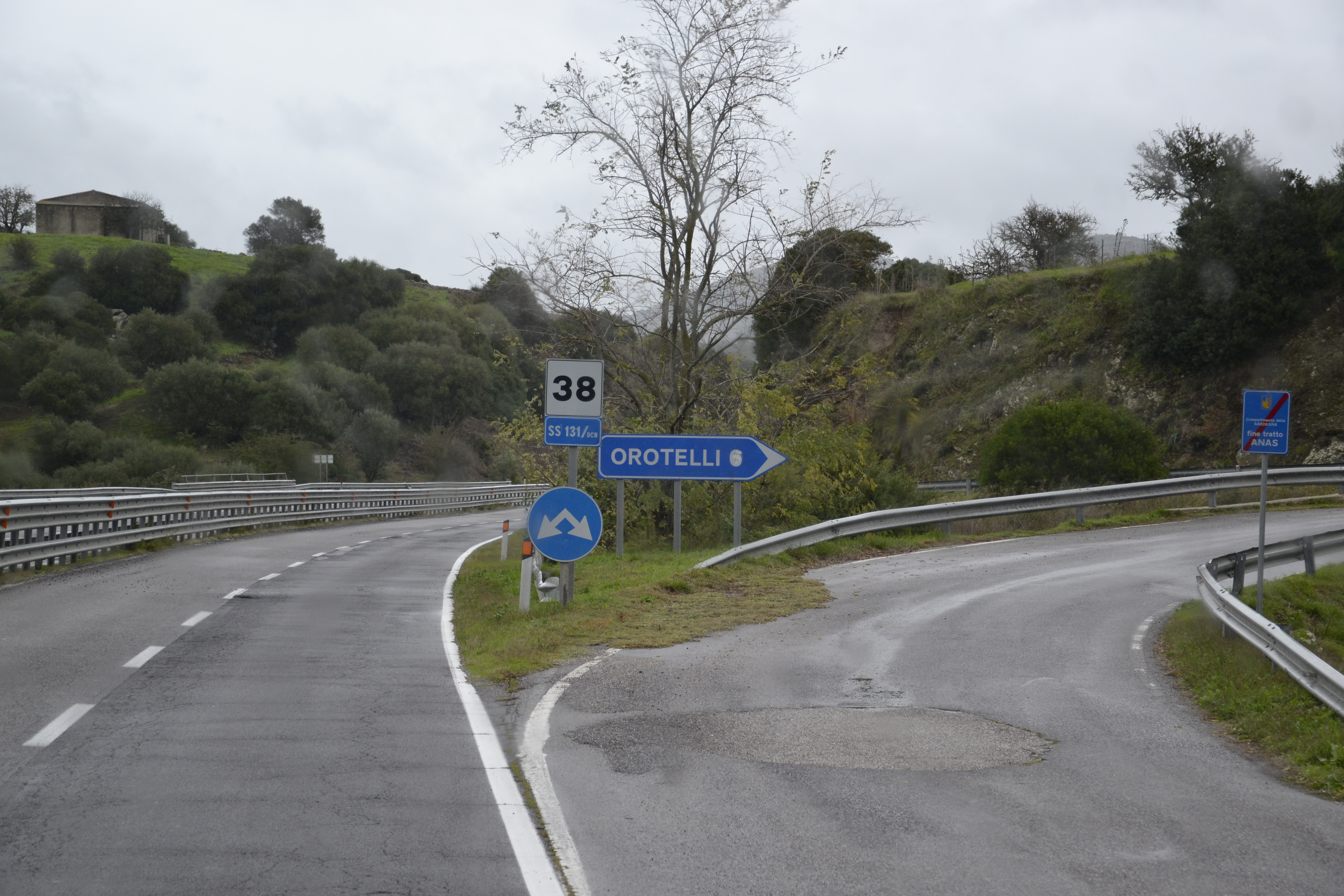
La strada ad Orotelli in direzione Olbia
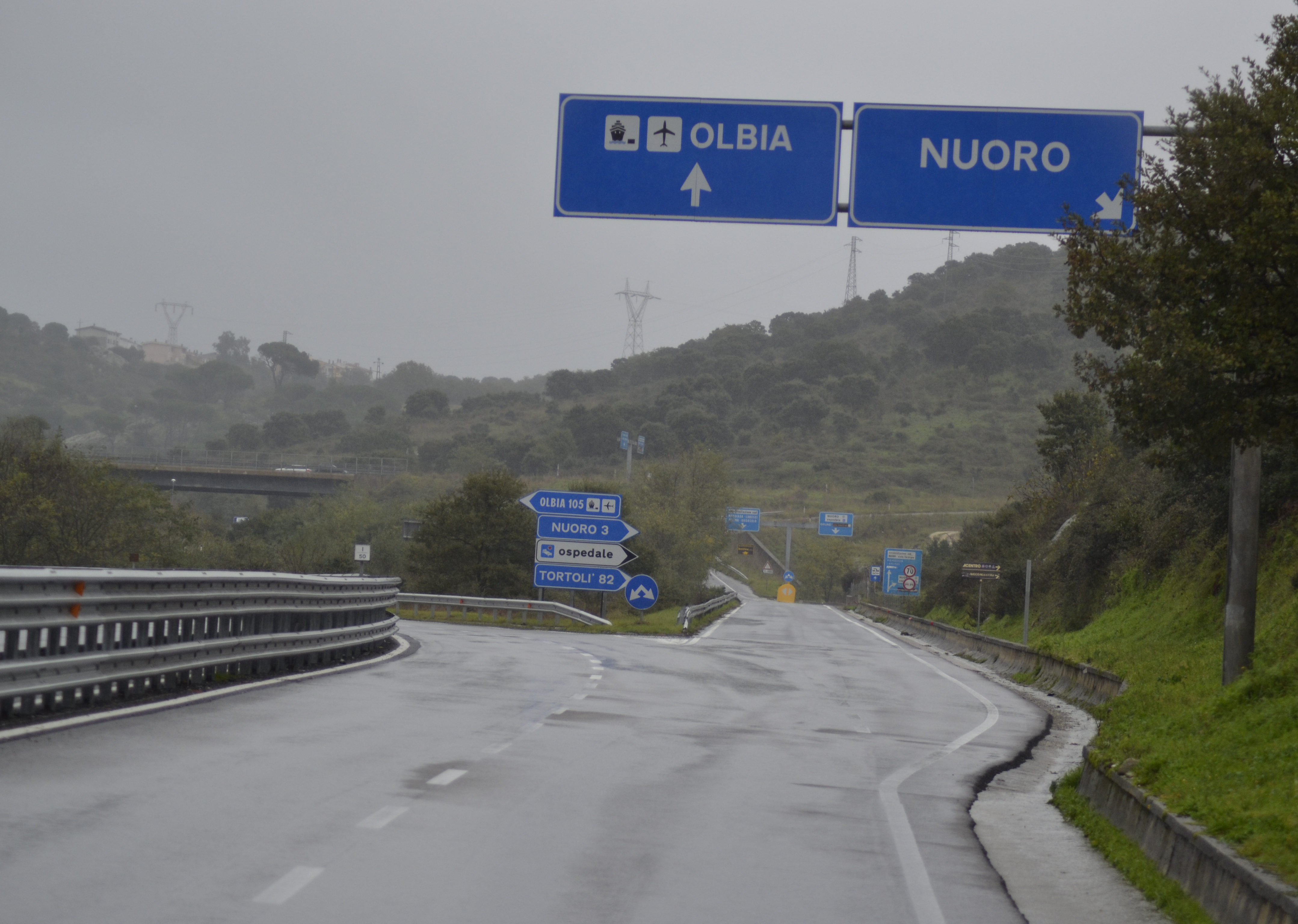
La strada a Nuoro in direzione Olbia
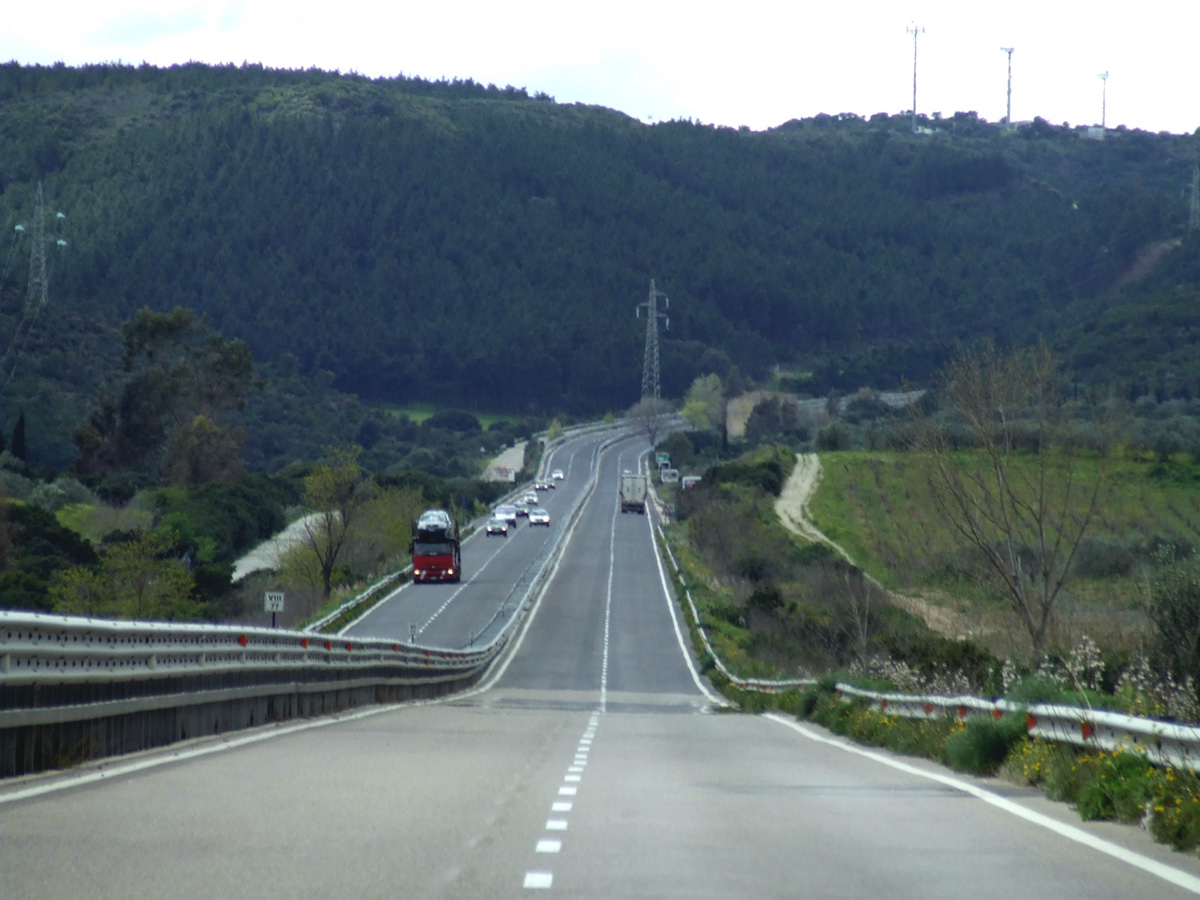
Il lungo rettifilo fra il monte Pitzinnu e la valle di Marreri, direzione ovest
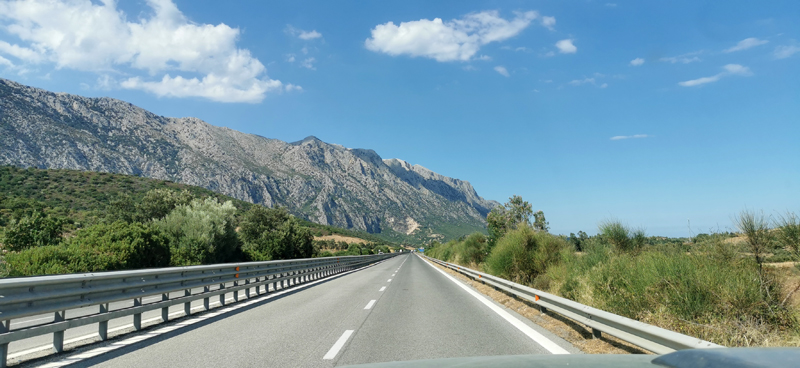
Monte Albo visto dalla strada in direzione Olbia